# Alejandro Edda
Alejandro Edda (Puebla, 17 mei 1984) is een Mexicaans-Amerikaanse acteur. Hij speelde in diverse films en series, waaronder Fear the Walking Dead, Narcos: Mexico en The Forever Purge.

## Filmografie

### Film
- 2007: Have Love, Will Travel, als Freddy
- 2009: Hacia la vida, als Salvador
- 2009: Brothers in Blood, als Fernando
- 2010: Chips and Salsa, als Bruno
- 2011: Inspector Sanchez, als Julio Sanchez
- 2013: Adán, als Martin
- 2013: Maria Bonita, als Lampiao
- 2013: Enemy Empire, als Ongel
- 2014: Internet Dating, als Robert
- 2016: Sundown, als agent Pancho
- 2017: American Made, als Jorge Luis Ochoa Vásquez
- 2017: Reality High, als Big Jim
- 2018: el Bus, als Uriel
- 2018: Happy New Year Tijuana, als Luis
- 2018: Perfecto's Dream, als Taxista
- 2019: The Long Way, als Marcos
- 2021: COVID-19.. Sins and Virtues, als Nick
- 2021: The Forever Purge, als Trinidad "T.T." Toledo
- 2021: Daughters of Witches, als Danny
- 2022: Blind Trust, als Alex
- 2023: Good Savage, als Fernando
- 2024: Horizon: An American Saga – Chapter 1, als Neron Chavez

### Televisie
- 2013-2014: The Bridge, als Alejandro / Juárez Cop
- 2016: Fear the Walking Dead, als Marco Rodriguez
- 2016: Lethal Weapon, als Luis Caldera
- 2017: Chance, als kapitein
- 2018: Cocaine Godmother, als Rodolfo "Rudi"
- 2018-2021: Narcos: Mexico, als Joaquin "El Chapo" Guzmán
- 2019-2022: DreamWorks Dragons: Rescue Riders, als Cindel (stemrol)
- 2021-heden Hooves Forward, als Felipe (stemrol)
- 2021: Bite Size Halloween, als Danny
- 2022-2023: Snowfall, als Ruben
- 2022-2023: National Treasure: Edge of History, als Rafael Rios
- 2023: Captain Fall, als Pedro (stemrol)
- 2023: The Chosen One, als directeur Hernández

### Computerspellen
- 2016: Uncharted 4: A Thief's End, als Gustavo
- 2017: Ghost Recon: Wildlands, als agent Ricky Sandoval (stemrol)
- 2020: The Last of Us Part II, als Emanuel "Manny" Alvarez